# Grazac (Tarn)
Pour les articles homonymes, voir Grazac.
Grazac est une commune française, située dans le sud-ouest de la France, dans l'ouest du département du Tarn, en région Occitanie. Sur le plan historique et culturel, la commune est dans le Pays Montalbanais, correspondant à la partie méridionale du Quercy.
Exposée à un climat océanique altéré, elle est drainée par le Souet, le Ruisseau de Passé, le ruisseau de Rivalès et par divers autres petits cours d'eau.
Grazac est une commune rurale qui compte 641 habitants en 2022, après avoir connu une forte hausse de la population depuis 1975.  Elle fait partie de l'aire d'attraction de Toulouse. Ses habitants sont appelés les Grazacois ou  Grazacoises.

## Géographie

### Localisation
Commune située à l'est de Villemur-sur-Tarn et à l'ouest de Rabastens, à 31 km de Montauban et à 32,5 km de Toulouse. Le Souet, un affluent du Tarn y prend sa source.

### Communes limitrophes
Les communes limitrophes sont  Montgaillard, Montvalen, Mézens, Rabastens, Roquemaure, Salvagnac et Tauriac.
| Montgaillard, Tauriac | Salvagnac |           |
| Montvalen             | Grazac    | Rabastens |
| Roquemaure            | Mézens    |           |

### Géologie et relief
La superficie de la commune est de 3 202 hectares ; son altitude varie entre 117 et 235 mètres.
Toute la commune possède des terrains sédimentaires de type Oligocène (molassique argilo-calcaire). La commune est caractéristique des communes des coteaux du Tarn : de grandes collines façonnées par de nombreaux ruisseaux et qui portent désormais la trace de l'agriculture moderne (grandes parcelles essentiellement de céréales).

### Hydrographie
La commune est dans le bassin de la Garonne, au sein du bassin hydrographique Adour-Garonne. Elle est drainée par le Souet, le ruisseau de Passe, le ruisseau de Rivalès, le ruisseau de Crouzet, le ruisseau de Mascale, le ruisseau de Paillas, le ruisseau de passe, le ruisseau de Patris, le ruisseau de Pémirol, le ruisseau des Anglas, le ruisseau des Clots, le ruisseau des Rousseilles, le ruisseau des Termes, le ruisseau des Tisserons, et par divers petits cours d'eau, qui constituent un réseau hydrographique de 43 km de longueur totale,.
Le Souet, d'une longueur totale de 12,8 km, prend sa source dans la commune de Grazac et s'écoule du nord-est au sud-ouest. Il traverse la commune et se jette dans le Tarn à Bondigoux, après avoir traversé 4 communes.
Le ruisseau de Passé, d'une longueur totale de 11,7 km, prend sa source dans la commune de Mézens et s'écoule vers le sud. Il traverse la commune et se jette dans le Tarn à Rabastens, après avoir traversé 3 communes.

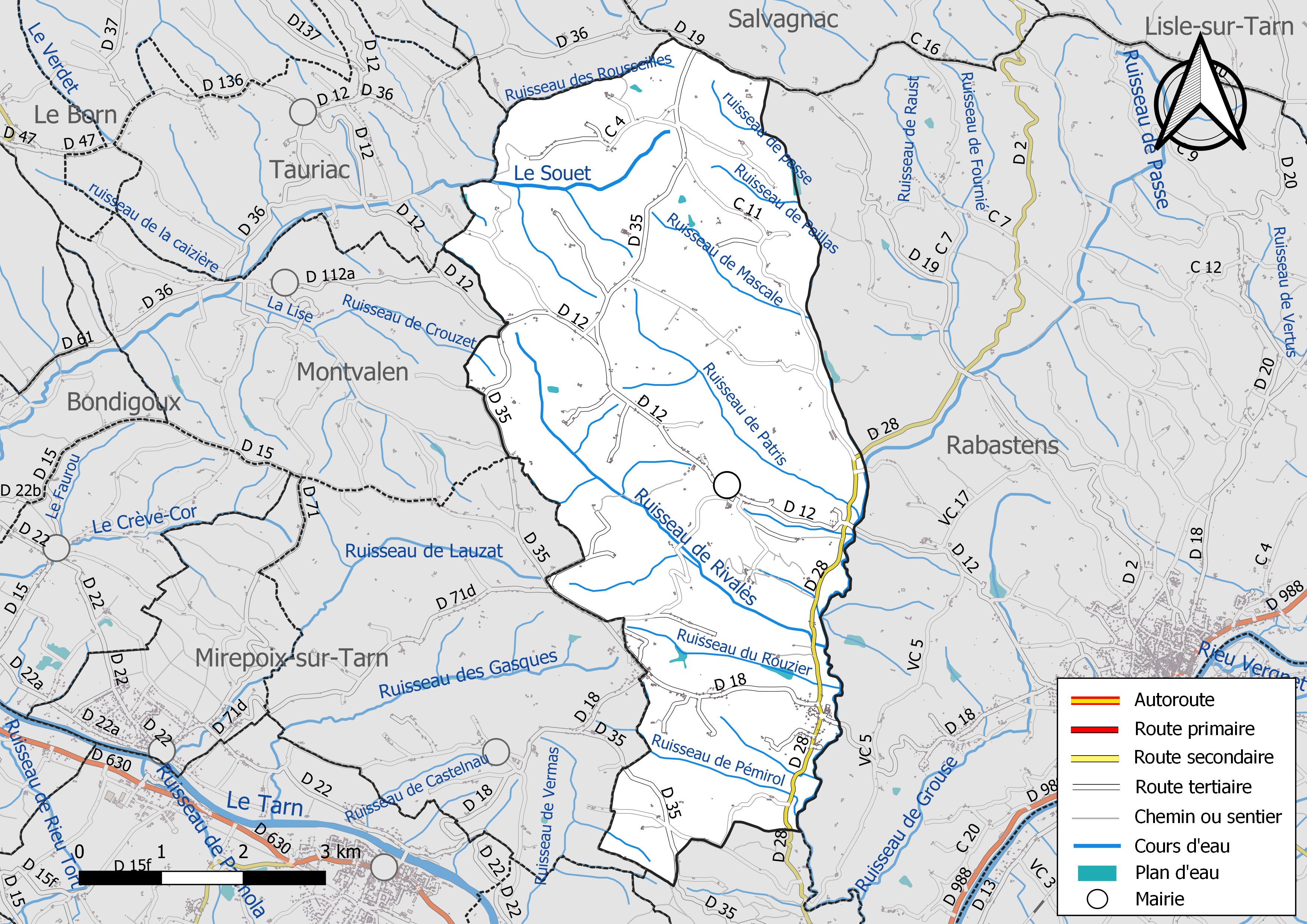
Réseaux hydrographique et routier de Grazac.

### Climat
Pour des articles plus généraux, voir Climat de l'Occitanie et Climat du Tarn.
En 2010, le climat de la commune est de type climat du Bassin du Sud-Ouest, selon une étude du Centre national de la recherche scientifique s'appuyant sur une série de données couvrant la période 1971-2000. En 2020, Météo-France publie une typologie des climats de la France métropolitaine dans laquelle la commune est exposée à un climat océanique altéré et est dans la région climatique Aquitaine, Gascogne, caractérisée par une pluviométrie abondante au printemps, modérée en automne, un faible ensoleillement au printemps, un été chaud (19,5 °C), des vents faibles, des brouillards fréquents en automne et en hiver et des orages fréquents en été (15 à 20 jours).
Pour la période 1971-2000, la température annuelle moyenne est de 13,2 °C, avec une amplitude thermique annuelle de 15,8 °C. Le cumul annuel moyen de précipitations est de 779 mm, avec 9,2 jours de précipitations en janvier et 5,4 jours en juillet. Pour la période 1991-2020, la température moyenne annuelle observée sur la station météorologique de Météo-France la plus proche, « Puycelsi », sur la commune de Puycelsi à 17 km à vol d'oiseau, est de 13,2 °C et le cumul annuel moyen de précipitations est de 740,4 mm. 
La température maximale relevée sur cette station est de 41,9 °C, atteinte le 24 août 2023 ; la température minimale est de −11,7 °C, atteinte le 8 février 2012,,.
Les paramètres climatiques de la commune ont été estimés pour le milieu du siècle (2041-2070) selon différents scénarios d'émission de gaz à effet de serre à partir des nouvelles projections climatiques de référence DRIAS-2020. Ils sont consultables sur un site dédié publié par Météo-France en novembre 2022.

### Milieux naturels et biodiversité
Aucun espace naturel présentant un intérêt patrimonial n'est recensé sur la commune dans l'inventaire national du patrimoine naturel,,.

## Urbanisme

### Typologie
Au 1er janvier 2024, Grazac est catégorisée commune rurale à habitat très dispersé, selon la nouvelle grille communale de densité à sept niveaux définie par l'Insee en 2022.
Elle est située hors unité urbaine. Par ailleurs la commune fait partie de l'aire d'attraction de Toulouse, dont elle est une commune de la couronne,. Cette aire, qui regroupe 527 communes, est catégorisée dans les aires de 700 000 habitants ou plus (hors Paris),.

### Occupation des sols
L'occupation des sols de la commune, telle qu'elle ressort de la base de données européenne d’occupation biophysique des sols Corine Land Cover (CLC), est marquée par l'importance des territoires agricoles (80,1 % en 2018), une proportion sensiblement équivalente à celle de 1990 (80 %). La répartition détaillée en 2018 est la suivante : 
terres arables (73 %), forêts (19,9 %), zones agricoles hétérogènes (6,8 %), prairies (0,2 %). L'évolution de l’occupation des sols de la commune et de ses infrastructures peut être observée sur les différentes représentations cartographiques du territoire : la carte de Cassini (XVIIIe siècle), la carte d'état-major (1820-1866) et les cartes ou photos aériennes de l'IGN pour la période actuelle (1950 à aujourd'hui).

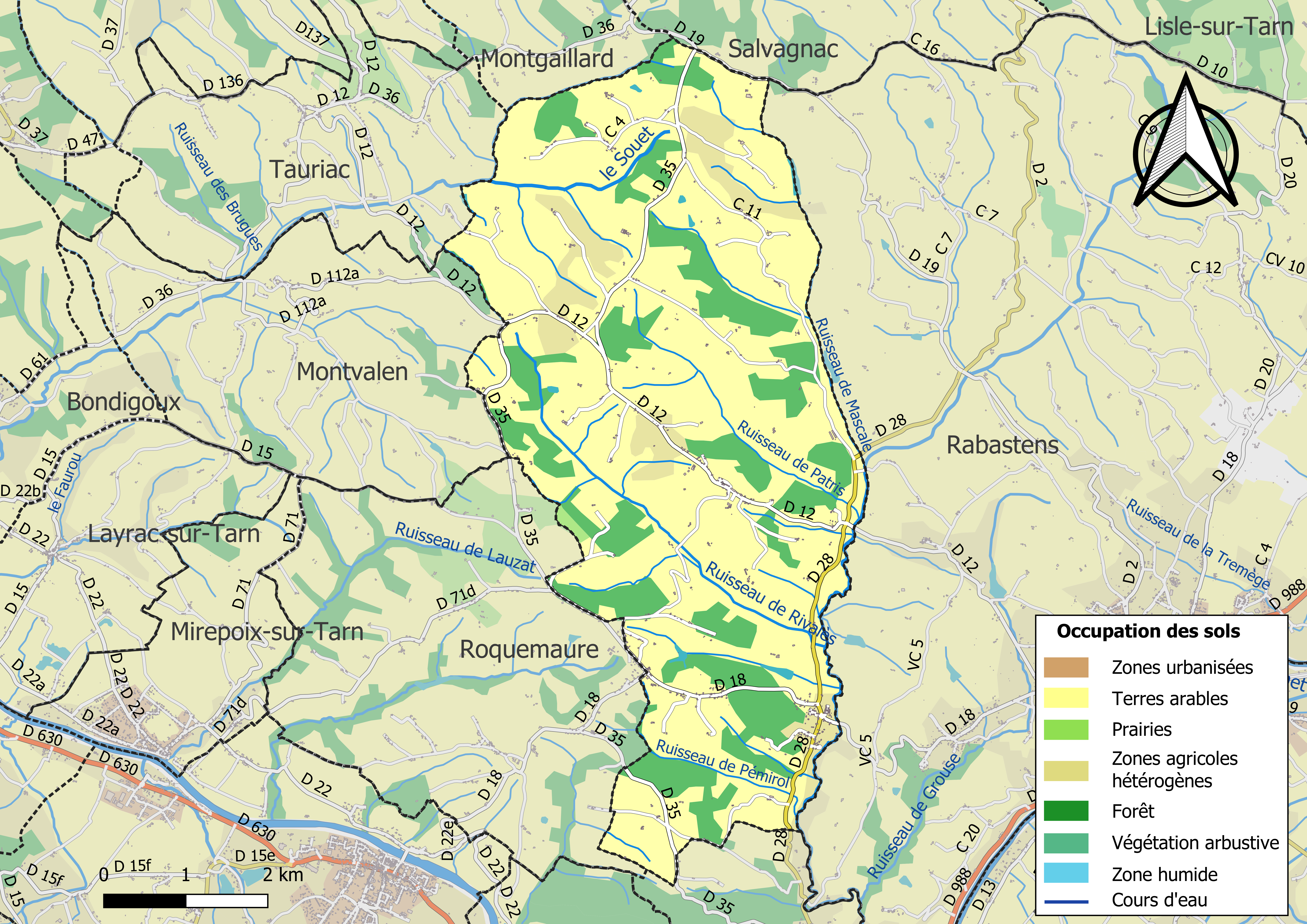
Carte des infrastructures et de l'occupation des sols de la commune en 2018 (CLC).

### Risques majeurs
Le territoire de la commune de Grazac est vulnérable à différents aléas naturels : météorologiques (tempête, orage, neige, grand froid, canicule ou sécheresse), inondations, feux de forêts, mouvements de terrains et séisme (sismicité très faible). Il est également exposé à un risque technologique,  le transport de matières dangereuses. Un site publié par le BRGM permet d'évaluer simplement et rapidement les risques d'un bien localisé soit par son adresse soit par le numéro de sa parcelle.

#### Risques naturels
Certaines parties du territoire communal sont susceptibles d’être affectées par le risque d’inondation par débordement de cours d'eau, notamment le ruisseau de Passé et le Souet. La cartographie des zones inondables en ex-Midi-Pyrénées réalisée dans le cadre du XIe Contrat de plan État-région, visant à informer les citoyens et les décideurs sur le risque d’inondation, est accessible sur le site de la DREAL Occitanie. La commune a été reconnue en état de catastrophe naturelle au titre des dommages causés par les inondations et coulées de boue survenues en 1982 et 2018,.
Grazac est exposée au risque de feu de forêt du fait de la présence sur son territoire. En 2022, il n'existe pas de Plan de Prévention des Risques incendie de forêt (PPRif). Le débroussaillement aux abords des maisons constitue l’une des meilleures protections pour les particuliers contre le feu,.

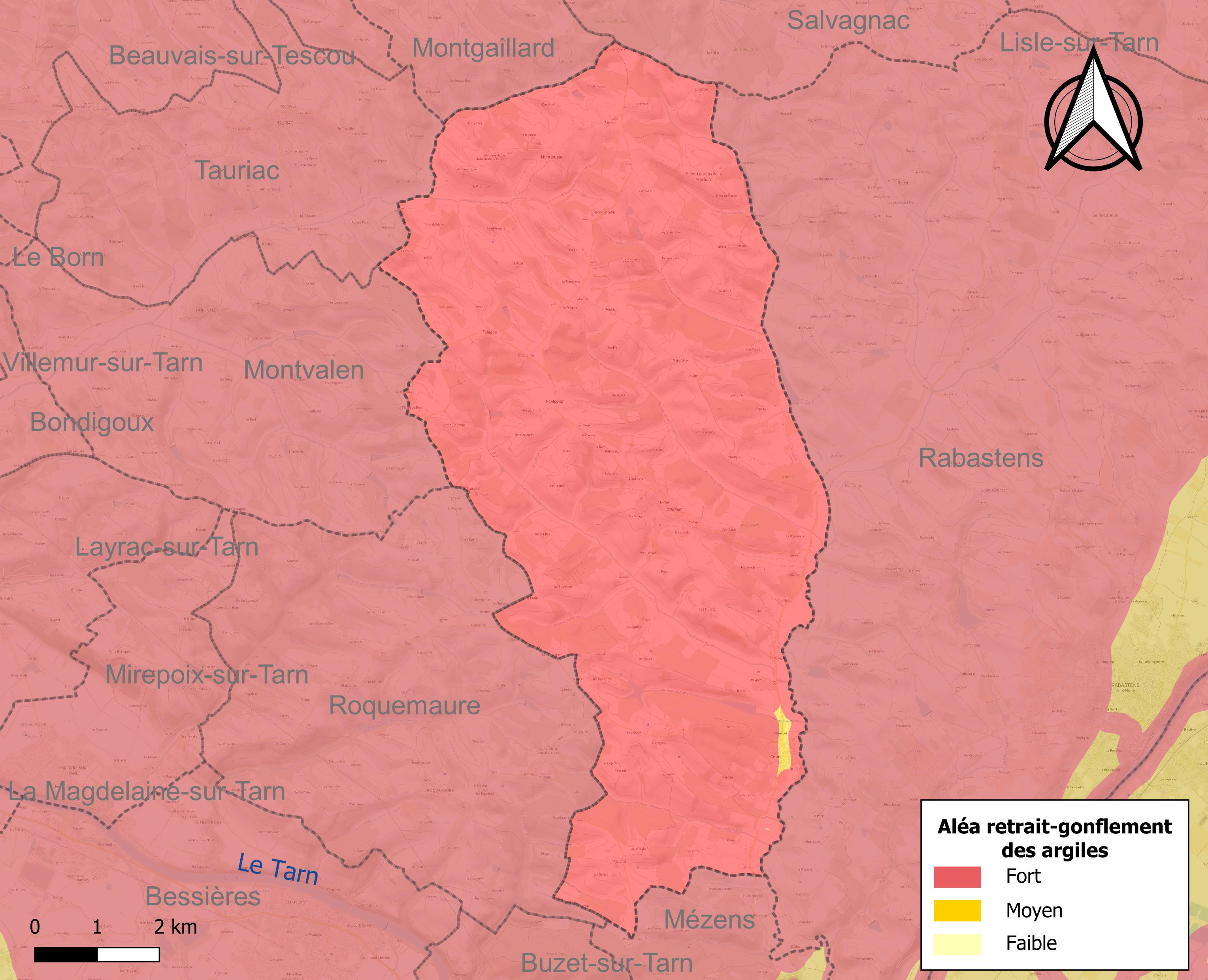
Carte des zones d'aléa retrait-gonflement des sols argileux de Grazac.

La commune est vulnérable au risque de mouvements de terrains constitué principalement du retrait-gonflement des sols argileux. Cet aléa est susceptible d'engendrer des dommages importants aux bâtiments en cas d’alternance de périodes de sécheresse et de pluie. La totalité de la commune est en aléa moyen ou fort (76,3 % au niveau départemental et 48,5 % au niveau national). Sur les 279 bâtiments dénombrés sur la commune en 2019, 279 sont en aléa moyen ou fort, soit 100 %, à comparer aux 90 % au niveau départemental et 54 % au niveau national. Une cartographie de l'exposition du territoire national au retrait gonflement des sols argileux est disponible sur le site du BRGM,.
Par ailleurs, afin de mieux appréhender le risque d’affaissement de terrain, l'inventaire national des cavités souterraines permet de localiser celles situées sur la commune.

#### Risques technologiques
Le risque de transport de matières dangereuses sur la commune est lié à sa traversée par des infrastructures routières ou ferroviaires importantes ou la présence d'une canalisation de transport d'hydrocarbures. Un accident se produisant sur de telles infrastructures est susceptible d’avoir des effets graves sur les biens, les personnes ou l'environnement, selon la nature du matériau transporté. Des dispositions d’urbanisme peuvent être préconisées en conséquence.

## Histoire
La commune de Grazac a été créée en 1832 : le village était autrefois rattaché à la commune de Rabastens.

## Politique et administration

### Administration municipale
Le nombre d'habitants au recensement de 2011 étant compris entre 500 et 1 499 habitants, le nombre de membres du conseil municipal pour l'élection de 2014 est de quinze,.

### Rattachements administratifs et électoraux
La commune fait partie de la Gaillac Graulhet Agglo et du canton de Vignobles et Bastides (avant le redécoupage départemental de 2014, Roquemaure faisait partie de l'ex-canton de Rabastens) et avant le 1er janvier 2017 elle faisait partie de la communauté de communes du Pays rabastinois.

### Liste des maires
| Période                                  | Période                       | Identité             | Étiquette | Qualité |
| ---------------------------------------- | ----------------------------- | -------------------- | --------- | ------- |
| 1833                                     | 1837                          | Pierre Vern          |           |         |
| 1837                                     | 1848                          | Jean Pierre Favarel  |           |         |
| 1848                                     | 1855                          | Guillaume Bailhé     |           |         |
| 1855                                     | 1865                          | Robert Vern          |           |         |
| 1865                                     | 1875                          | François Bailhé      |           |         |
| 1875                                     | 1903                          | Jean Germain Bailhé  |           |         |
| Les données manquantes sont à compléter. |                               |                      |           |         |
| avant 1988                               | ?                             | Jean-Claude Tarde    | PS        |         |
| mars 2001                                | mars 2014                     | Jean Noblet          |           |         |
| mars 2014                                | En cours (au 21 juillet 2014) | Christophe Gourmanel |           |         |

## Démographie
L'évolution du nombre d'habitants est connue à travers les recensements de la population effectués dans la commune depuis 1836. Pour les communes de moins de 10 000 habitants, une enquête de recensement portant sur toute la population est réalisée tous les cinq ans, les populations de référence des années intermédiaires étant quant à elles estimées par interpolation ou extrapolation. Pour la commune, le premier recensement exhaustif entrant dans le cadre du nouveau dispositif a été réalisé en 2005.

En 2022, la commune comptait 641 habitants, en évolution de +7,37 % par rapport à 2016 (Tarn : +2,52 %, France hors Mayotte : +2,11 %).
| 1836  | 1841  | 1846  | 1851  | 1856 | 1861 | 1866  | 1872  | 1876  |
| ----- | ----- | ----- | ----- | ---- | ---- | ----- | ----- | ----- |
| 1 073 | 1 016 | 1 018 | 1 036 | 981  | 983  | 1 010 | 1 002 | 1 070 |

| 1881 | 1886 | 1891 | 1896 | 1901 | 1906 | 1911 | 1921 | 1926 |
| ---- | ---- | ---- | ---- | ---- | ---- | ---- | ---- | ---- |
| 968  | 958  | 906  | 833  | 803  | 768  | 728  | 586  | 616  |

| 1931 | 1936 | 1946 | 1954 | 1962 | 1968 | 1975 | 1982 | 1990 |
| ---- | ---- | ---- | ---- | ---- | ---- | ---- | ---- | ---- |
| 608  | 597  | 579  | 551  | 438  | 391  | 310  | 312  | 386  |

| 1999 | 2005 | 2006 | 2010 | 2015 | 2020 | 2022 | - | - |
| ---- | ---- | ---- | ---- | ---- | ---- | ---- | - | - |
| 412  | 447  | 448  | 504  | 593  | 625  | 641  | - | - |

| selon la population municipale des années : | 1968 | 1975 | 1982 | 1990 | 1999 | 2006 | 2009 | 2013 |
| Rang de la commune dans le département      | 138  | 156  | 137  | 140  | 125  | 131  | 123  | 117  |
| Nombre de communes du département           | 326  | 324  | 324  | 324  | 324  | 323  | 323  | 323  |

### Enseignement
Grazac fait partie de l'académie de Toulouse.

### Activités sportives
Chasse, pétanque,

## Économie

### Revenus
En 2018, la commune compte 238 ménages fiscaux, regroupant 614 personnes. La médiane du revenu disponible par unité de consommation est de 23 540 € (20 400 € dans le département).

### Emploi
|                | 2008  | 2013  | 2018  |
| -------------- | ----- | ----- | ----- |
| Commune        | 4,7 % | 7,8 % | 5,4 % |
| Département    | 8,2 % | 9,9 % | 10 %  |
| France entière | 8,3 % | 10 %  | 10 %  |

En 2018, la population âgée de 15 à 64 ans s'élève à 377 personnes, parmi lesquelles on compte 83,9 % d'actifs (78,5 % ayant un emploi et 5,4 % de chômeurs) et 16,1 % d'inactifs,. Depuis 2008, le taux de chômage communal (au sens du recensement) des 15-64 ans est inférieur à celui de la France et du département.
La commune fait partie de la couronne de l'aire d'attraction de Toulouse, du fait qu'au moins 15 % des actifs travaillent dans le pôle,. Elle compte 82 emplois en 2018, contre 67 en 2013 et 53 en 2008. Le nombre d'actifs ayant un emploi résidant dans la commune est de 300, soit un indicateur de concentration d'emploi de 27,2 % et un taux d'activité parmi les 15 ans ou plus de 67 %.
Sur ces 300 actifs de 15 ans ou plus ayant un emploi, 61 travaillent dans la commune, soit 20 % des habitants. Pour se rendre au travail, 81,1 % des habitants utilisent un véhicule personnel ou de fonction à quatre roues, 7,8 % les transports en commun, 3,6 % s'y rendent en deux-roues, à vélo ou à pied et 7,5 % n'ont pas besoin de transport (travail au domicile).

### Activités hors agriculture

#### Secteurs d'activités
56 établissements sont implantés  à Grazac au 31 décembre 2019. Le tableau ci-dessous en détaille le nombre par secteur d'activité et compare les ratios avec ceux du département,.
| Secteur d'activité                                                                                        | Commune | Commune | Département |
| Secteur d'activité                                                                                        | Nombre  | %       | %           |
| --- | ------- | ------- | ----------- |
| Ensemble                                                                                                  | 56      | 100 %   | (100 %)     |
| Industrie manufacturière, industries extractives et autres                                                | 9       | 16,1 %  | (13 %)      |
| Construction                                                                                              | 11      | 19,6 %  | (12,5 %)    |
| Commerce de gros et de détail, transports, hébergement et restauration                                    | 7       | 12,5 %  | (26,7 %)    |
| Information et communication                                                                              | 1       | 1,8 %   | (2,1 %)     |
| Activités financières et d'assurance                                                                      | 1       | 1,8 %   | (3,3 %)     |
| Activités immobilières                                                                                    | 2       | 3,6 %   | (4,2 %)     |
| Activités spécialisées, scientifiques et techniques et activités de services administratifs et de soutien | 9       | 16,1 %  | (13,8 %)    |
| Administration publique, enseignement, santé humaine et action sociale                                    | 6       | 10,7 %  | (15,5 %)    |
| Autres activités de services                                                                              | 10      | 17,9 %  | (9 %)       |

Le secteur de la construction est prépondérant sur la commune puisqu'il représente 19,6 % du nombre total d'établissements de la commune (11 sur les 56 entreprises implantées  à Grazac), contre 12,5 % au niveau départemental.

#### Entreprises et commerces
Les deux entreprises ayant leur siège social sur le territoire communal qui génèrent le plus de chiffre d'affaires en 2020 sont : 
- Epitez, programmation informatique (166 k€)
- Epurscop SAS, construction de réseaux pour fluides (145 k€)

### Agriculture
La commune est dans les « Coteaux Molassiques », une petite région agricole située dans l'ouest du département du Tarn. Au milieu des plaines alluviales, ces coteaux offrent une terre fertile riche en sable et argile. Les nombreux châtaigniers et chênes qui y poussent spontanément côtoient de vastes zones agricoles céréalières. En 2020, l'orientation technico-économique de l'agriculture  sur la commune est la polyculture et/ou le polyélevage. 
|               | 1988  | 2000  | 2010  | 2020  |
| ------------- | ----- | ----- | ----- | ----- |
| Exploitations | 50    | 40    | 28    | 24    |
| SAU (ha)      | 2 087 | 2 315 | 2 344 | 2 353 |

Le nombre d'exploitations agricoles en activité et ayant leur siège dans la commune est passé de 50 lors du recensement agricole de 1988  à 40 en 2000 puis à 28 en 2010 et enfin à 24 en 2020, soit une baisse de 52 % en 32 ans. Le même mouvement est observé à l'échelle du département qui a perdu pendant cette période 58 % de ses exploitations,. La surface agricole utilisée sur la commune a quant à elle augmenté, passant de 2087 ha en 1988 à 2353 ha en 2020. Parallèlement la surface agricole utilisée moyenne par exploitation a augmenté, passant de 42 à 98 ha.

## Culture locale et patrimoine

### Lieux et monuments
Grazac a pour principaux monuments des églises : en effet la commune en compte pas moins de quatre : 
- L'église de Notre-Dame-de-Grâce de Grazac.
- Église Sainte-Anne de Grazac.
- Église Saint-Ferréol de Montlougue.
- Église Saint-Pierre-ès-Liens de Condel.

### Personnalités liées à la commune
- Michel Lafon, éditeur.

### Héraldique
| Blason de Grazac | Blason  | De sinople à quatre chapelles d'argent, ouvertes de sable, 3 et 1; au chef cousu de gueules chargé d'une croix cléchée, vidée et pommetée de douze pièces d'or accostée de deux épis de blé du même. |
| Blason de Grazac | Détails | Le statut officiel du blason reste à déterminer. |

## Pour approfondir